# Касай Харука
Касай Харука (яп. 葛西 春⾹) — японська лижна двоборка, призерка чемпіонату світу.
Бронзову медаль світової першості Касай виборола на  чемпіонаті світу 2023 року, що проходив у словенській Планиці. Вона також здобула золото і срібло на Зимовій універсіаді 2023 року, в перегонах за системою Гундерсона та в масстарті, відповідно.